# Punxsutawny
Punxsutawny (od lenape Puksuteney =gnat town, Gerard), nekadašnje selo Delaware Indijanaca pod jurisdikcijom Šest naroda (Six Nations) iz New Yorka. Nalazilo se 1755. na Big Mahoning Creeku u okrugu Jefferson u Pennsylvaniji. Napušreno je 1758.
Spominje ga Guss (1885) kao Eschentown. Ostali nazivi su Puncksotonay (Guss) i Ponchestanning.